# Loïc Bessilé
Loïc Bessilé (* 19. února 1999) je tožský profesionální fotbalista, který hraje na pozici obránce za slovenský klub AS Trenčín. Narodil se ve Francii, ale hraje za tožský národní tým.

## Klubová kariéra
Dne 8. července 2020 podepsal Bessilé svou první profesionální smlouvu s Bordeaux.
Dne 31. srpna 2021 přestoupil do Charleroi v Belgii.
Dne 31. ledna 2023 byl Bessilé zapůjčen do Eupenu do konce sezóny.
Dne 23. prosince 2023 podepsal smlouvu s klubem Ligue 2 Dunkerque do roku 2025.
Dne 10. ledna 2025 podepsal Bessilé dvouletou smlouvu s Trenčínem na Slovensku.

## Reprezentační kariéra
Bessilé se narodil ve Francii kamerunskému otci a tožské matce. Je mládežnickým reprezentantem Francie. Za národní tým Toga debutoval v přátelském utkání se Súdánem 12. října 2020, které skončilo remízou 1:1.